# Bahnhof Duisburg-Wedau
Der Bahnhof Duisburg-Wedau ist ein Regionalbahnhof im Duisburger Stadtteil Wedau im westlichen Ruhrgebiet in Nordrhein-Westfalen. Der Personenbahnhof stellt bahnbetrieblich einen Bahnhofsteil mit der Bezeichnung Duisburg-Wedau Pbf dar. Daneben gehörten noch der Rangierbahnhof Wedau, das Bahnbetriebswerk Wedau und das Ausbesserungswerk Wedau zum Bahnhof Duisburg-Wedau.
Er liegt an der Bahnstrecke Mülheim-Speldorf–Troisdorf, die heute Richtung Süden nur noch vom Güterverkehr bedient wird und Richtung Norden komplett stillgelegt ist. Im Bahnhof beginnen die Bahnstrecke Duisburg-Wedau–Bottrop Süd, die speziell für den Güterverkehr gebaut wurde und die Verbindungsstrecke zum Duisburger Hauptbahnhof.

## Geschichte
Die Rheinische Eisenbahn-Gesellschaft (RhE) erbaute die Bahnstrecke Mülheim-Speldorf–Troisdorf und weihte sie am 19. November 1874 ein.
Vom Bahnhof Wedau aus baute die RhE eine Verbindungsstrecke zum Bahnhof Duisburg RhE (heute Teil des Duisburger Hauptbahnhofs) und ihrer Bahnstrecke zur Nordsee. Diese Strecke wurde am 15. Oktober 1880 eröffnet und verlief ursprünglich entlang der heutigen Bertaallee zwischen dem Bertasee und der Schauinsland-Reisen-Arena.
Das ursprüngliche Empfangsgebäude von 1914 wurde 1938 zu Gunsten eines Neubaus abgerissen.
Der Ablaufbetrieb im Rangierbahnhof endete am 27. Mai 2000. Stillgelegt wurde der Rangierbahnhof dann am 17. Dezember 2006, zugleich wurde das ESTW Wedau in Betrieb genommen.

## Heutige Situation

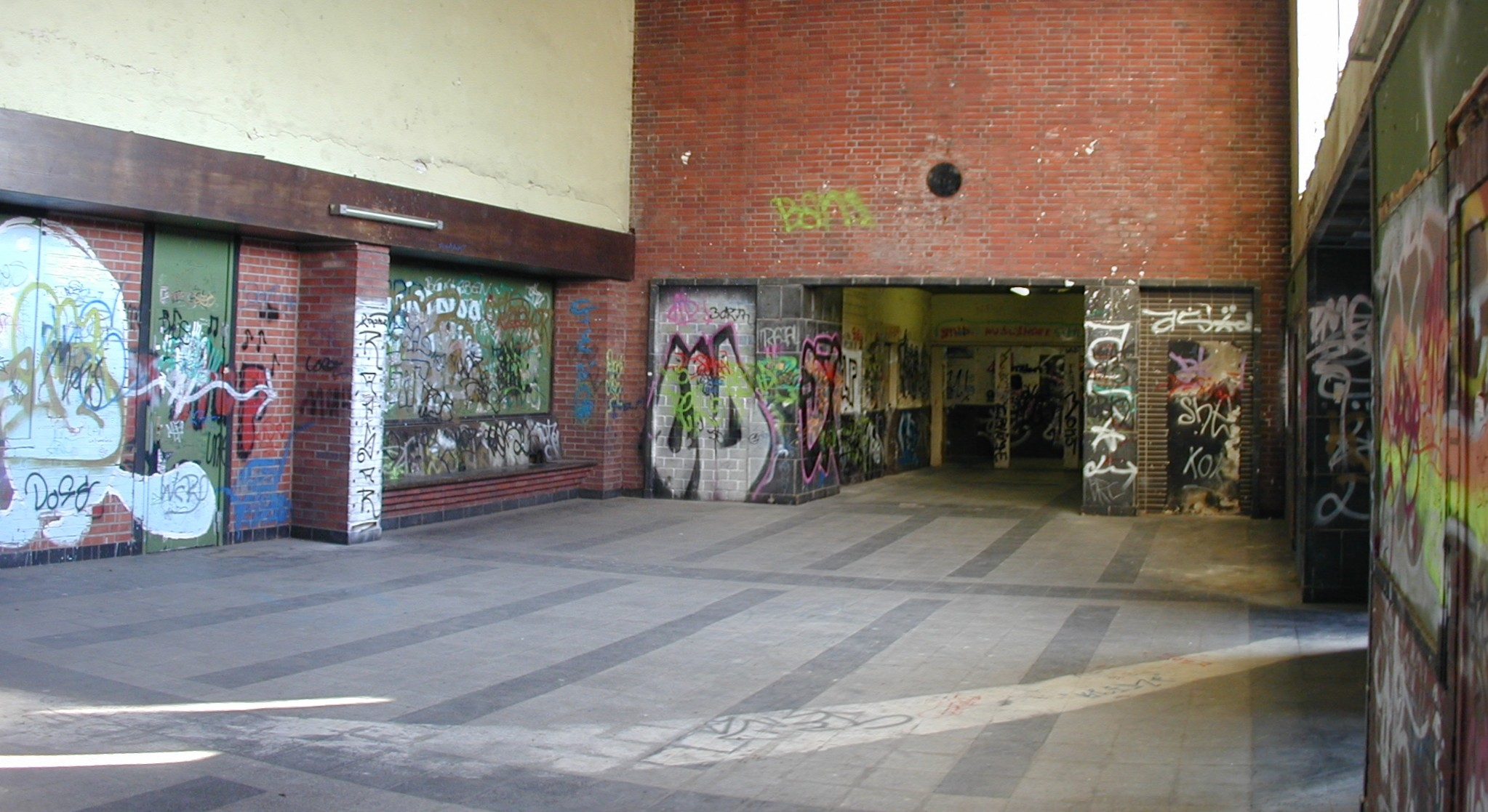
Schalterhalle kurz vor der Schließung, in der Bildmitte der Zugang zu den Gleisen

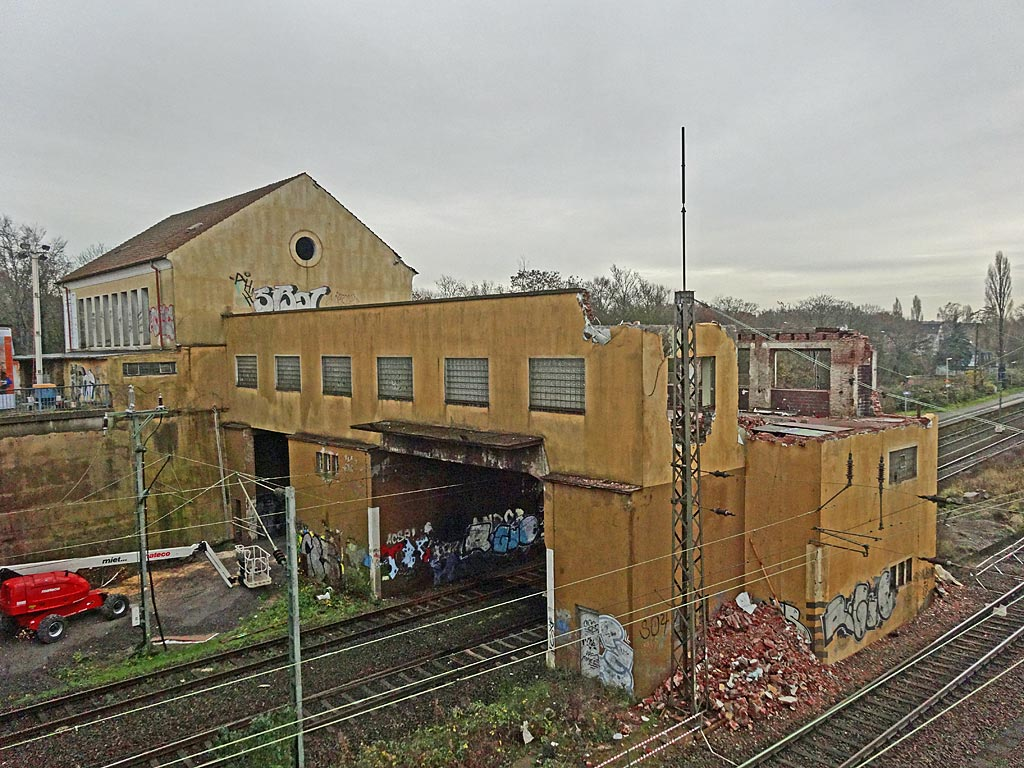
Abriss der Personenbrücke

Das ehemalige Empfangsgebäude in Reiterform ist stark heruntergekommen, durch Vandalismus zerstört und mit Graffiti beschmiert. Bis zur Schließung des Gebäudes konnte man beide Inselbahnsteige über die integrierte Personenbrücke erreichen.
Von den ehemals vier Bahnsteiggleisen ist nur noch eines in Betrieb. Das östlichste Gleis wurde zurückgebaut, der westliche Bahnsteig ist seit der Schließung des Empfangsgebäudes nicht mehr erreichbar. Die beiden westlichen Gleise werden heute nur noch vom Güterverkehr oder (ohne Halt) von umgeleiteten Personenzügen der Hauptstrecke Düsseldorf–Duisburg genutzt.
Das Ausbesserungswerk Wedau ist geschlossen, ebenso das Betriebswerk Wedau mit seinen zwei Drehscheiben und der Rangierbahnhof mit seinen zwei parallel liegenden Rangiersystemen mit 28 Gleisen (Nordsystem, östlicher Teil) bzw. 32 Gleisen (Südsystem, westlicher Teil).
Am 12. Dezember 2015 wurde mit dem Abriss der integrierten Personenbrücke begonnen. Dafür musste für rund zehn Tage der Güterzugverkehr auf der Strecke eingestellt werden. Für den Personennahverkehr wurden ersatzweise Busse zum Duisburger Hauptbahnhof eingesetzt.
Nachdem das Bahnhofsgebäude entwidmet und von einer Privatfirma erworben wurde, sollte es ab Mitte 2015 saniert (zudem erhält das Gebäude ein gläsernes Dach) und zu Büros umgebaut werden. Mit den Umbauarbeiten im Bahnhofsgebäude war bis Ende 2015 noch nicht angefangen worden.
Lediglich die Bahnhofsuhr wurde sichergestellt und soll später innerhalb des Gebäudes reaktiviert werden.
Aktuell (2024) ist beabsichtigt, das Gebäude abzureißen und auf dem Gelände eine Feuerwache zu errichten.

## Lage

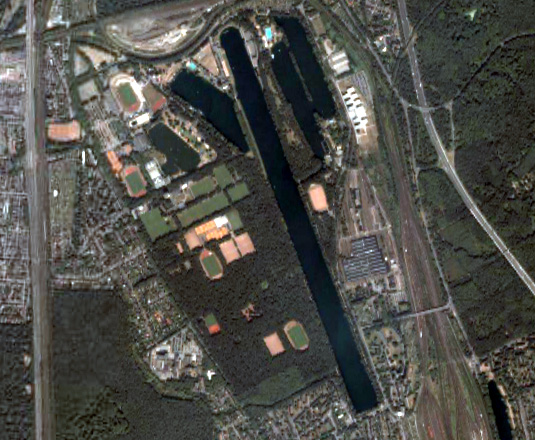
Luftbild des Sportparks, rechts im Bild die Bahnanlagen

Die Bahnhofsanlagen erstrecken sich über eine Länge von mehr als vier Kilometern und eine Breite von bis zu 400 Metern. Im Westen werden sie (von Nord nach Süd) begrenzt durch den Sportpark Duisburg (bis 2008 Sportpark Wedau), die Eisenbahner-Siedlung Wedau und die Sechs-Seen-Platte. Östlich der Bahnanlagen liegen der Duisburger Stadtwald, der Stadtteil Bissingheim und der Entenfang.
Das ehemalige Empfangsgebäude liegt unmittelbar an der Wedauer Brücke, die die Bahnanlagen in west-östlicher Richtung überquert und die beiden Stadtteile Wedau und Bissingheim verbindet.
Anders als der Name vermuten lässt, liegt der Personenbahnhof sehr viel näher am Stadtteil Bissingheim. Seit der Schließung des Empfangsgebäudes kann der einzige verbliebene Bahnsteig heute nur noch ebenerdig von der Bissingheimer Straße auf Höhe des Worringer Weges in Bissingheim betreten werden.

## Bedienung
Im Schienenpersonennahverkehr wurde der Bahnhof bis Dezember 2019 ausschließlich von der Regionalbahn RB 37, genannt „Der Wedauer“, im Stundentakt bedient. Der Wedauer wurde von der DB Regio betrieben, die Dieseltriebwagen der Baureihe 628 und Elektrotriebwagen der Baureihe 426 einsetzte. Die Linie wurde zum Fahrplanwechsel im Dezember 2019 ersatzlos eingestellt. Der Haltepunkt ist zwar auch in der Stationspreisliste 2024 enthalten, wird aber dauerhaft nicht im ÖPNV bedient.
Im öffentlichen Personennahverkehr wird der Bahnhof Duisburg-Wedau von den Buslinien 928 und 942 angefahren.